# Mango Kiss
Mango Kiss ist ein US-amerikanischer Liebesfilm der Regisseurin Sascha Rice aus dem Jahr 2004. Die Komödie schildert die Erlebnisse der beiden Freundinnen Lou und Sassafras, die sich ineinander verlieben und auf einer Reise nach San Francisco in die dortige lesbische BDSM-Szene eintauchen.

## Handlung
Lou verliebt sich überraschend in ihre beste Freundin Sassafras, aber noch bevor sie sich ihrer Freundin offenbaren kann, brechen beide zusammen nach San Francisco auf, um dort als Künstlerinnen in der homosexuellen Szene zu arbeiten.
In San Francisco lernen sie eine homosexuelle BDSM-Subkultur kennen, die ihnen vollkommen neu ist. Um Sassafras Bedenken aus dem Weg zu räumen, eine feste Beziehung würde ihre Freundschaft schädigen, schlägt Lou ihr ein BDSM-Rollenspiel vor, in dem sie selbst die Rolle des „grimmigen Seebären“ und Sass die der „missratenen Prinzessin“ übernimmt.
In der Folge verschwimmen künstlerische und Beziehungsrollen zusehends; im nicht-monogamen Umfeld der Subkultur werden ihre Beziehung und ihr Rollenspiel zunehmend komplizierter. Sass trifft Micky, eine Gitarre spielende Punkerin aus der BDSM-Szene, Lou bietet sich der attraktiven dominanten Gemüsehändlerin Chelsea Chuwawa als Bottom an. Die beiden lernen das unglückliche lesbische Ehepaar Edith und Archie kennen, und Sass alternde Mutter blickt auf ihre Zeit der „freien Liebe“ zurück.
Die Situation spitzt sich weiter zu, als Lou für Sass eine wilde Geburtstagsfeier organisiert, in deren Verlauf es zu einem Gesellschaftsspiel der besonderen Art kommt. Aus dem bekannten „Wahrheit oder Pflicht“ beim Flaschendrehen wird „schlage oder küsse“. Als Lous Flasche in Mickys Richtung zeigt, will sie weder das eine noch das andere.

## Kritiken
„With a sly sense of humor and plenty of sex, Mango Kiss is a rollicking, sugar-coated spree through the wacky world of women-whipping-women. And, believe it or not, I'll kiss and tell you that at its heart Mango Kiss is an ode to old-fashioned romance“

„Mit einem durchtriebenen Sinn für Humor und einer Menge Sex ist Mango Kiss eine süßverpackte, übermütige und amüsante Tour durch die verrückte Welt der frauenschlagenden Frauen. Glauben sie es oder nicht, ich kann Ihnen enthüllen, dass Mango Kiss in Grunde eine Ode an altmodische Romanzen ist.“

## Auszeichnungen
- 2004
  - Park City Film Music Festival (Feature Film: Director’s Choice)
    - Gold Medal for Excellence

  - Sydney Mardi Gras Film Festival
    - Best Lesbian Film 		-

  - Park City Film Music Festival
    - Director’s Choice Award: Gold Medal for Excellence

  - North Carolina Gay and Lesbian Film Festival
    - Emerging Filmmaker Award: Best Women’s Feature

## Hintergründe
- Mango Kiss beruht auf dem Zweiakter Bermuda Triangles: The Non-monogamy Experiment von Sarah Brown.
- Die Welturaufführung fand im Rahmen des San Francisco International Lesbian & Gay Film Festival statt.